# Algoritamska transparentnost
Algoritamska transparentnost je princip da faktori koji utiču na odluke koje algoritmi donose treba da budu vidljivi, ili transparentni, ljudima koji ih koriste, regulišu i na koje utiču sistemi koji koriste te algoritme. Iako su frazu 2016. skovali Nikolas Dijakopulos i Majkl Koliska o ulozi algoritama u odlučivanju o sadržaju usluga digitalnog novinarstva, osnovni princip potiče iz 1970-ih i perioda uspona automatizovanih sistema za rangiranje potrošačkih kredita.
Izrazi „algoritamska transparentnost“ i „algoritamska odgovornost“ se ponekad koriste naizmenično – posebno zato što su ih skovali isti ljudi – ali imaju suptilno različita značenja. Konkretno, „algoritamska transparentnost” navodi da ulazi u algoritam i sama upotreba algoritma moraju biti poznati, ali ne moraju biti pravedni. „Algoritamska odgovornost“ podrazumeva da organizacije koje koriste algoritme moraju biti odgovorne za odluke koje ti algoritmi donose, iako odluke donosi mašina, a ne ljudsko biće.
Trenutna istraživanja o algoritamskoj transparentnosti zainteresovana su za društvene efekte pristupa daljinskim uslugama koje pokreću algoritmi, kao i za pristupe matematike i računarske nauke koji se mogu koristiti za postizanje algoritamske transparentnosti. U Sjedinjenim Državama, Biro zaštite potrošača Federalne trgovinske komisije proučava kako potrošači koriste algoritme tako što sprovodi sopstveno istraživanje o algoritamskoj transparentnosti i finansira eksterna istraživanja. U Evropskoj uniji zakoni o zaštiti podataka koji su stupili na snagu u maju 2018. uključuju „pravo na objašnjenje“ odluka koje donose algoritmi, iako je nejasno šta to znači. Štaviše, Evropska unija je osnovala Evropski centar za algoritamsku transparentnost (ECAT).